# La colección
La colección (The Collection en su título original) es una obra de teatro del dramaturgo británico Harold Pinter, estrenada en 1962.

## Argumento
James es un hombre muy celoso en todo lo que se refiere a su esposa Stella, hasta el extremo que decide visitar al joven Bill, acusándolo de haber mantenido una aventura amorosa con Stella la semana anterior en la ciudad de Leeds. Bill niega sorprendido la acusación. James no termina de convencerse y continua atosigando a Bill, hasta que Harry, el compañero de piso de éste, cansado de la situación visita a Stella, quien sostiene que la historia ha sido un invento. Harry, de regreso a su casa, comenta las novedades con Bill y James. Éste finalmente se muestra aliviado. Pero Bill termina confesando que sí existió el encuentro en Leeds aunque nunca su relación nunca consumaron relaciones. Confrontada con esta nueva versión por su marido, Stella guarda silencio.

## Representaciones destacadas
- Aldwych Theatre, Londres, 18 de junio de 1962. Estreno.
  - Dirección: Peter Hall.
  - Intérpretes: Michael Hordern (Harry), Kenneth Haigh (James), Barbara Murray (Stella), John Ronane (Bill).

- Théâtre Hébertot, París, 1965.
  - Dirección: Claude Régy.
  - Intérpretes: Jean Rochefort (Harry), Michel Bouquet (James), Delphine Seyrig (Stella), Bernard Fresson (Bill).

- Teatro Eslava, Madrid, 1968.[1]
  - Dirección: Luis Escobar.
  - Intérpretes: Gustavo Rojo (Harry), Miguel Ángel (James), María Cuadra (Stella), Sancho Gracia (Bill).

- Comedy Theatre, Londres, 2008.
  - Intérpretes: Timothy West (Harry), Richard Coyle (James), Gina McKee (Stella), Charlie Cox (Bill).
- Teatro Manuel Artime, Miami, 2025.  
  - Dirección: Marilyn Romero
  - Intérpretes: Jose Luis Perez (Harry), Rodrigo Jerez (James), Vanessa Tamayo (Stella), Eric Becerra (Bill).

## Versiones
Existe una versión para televisión, emitida por la Granada Television británica en 1976 e interpretada por Lawrence Olivier, Helen Mirren, Malcolm McDowell y Alan Bates.